# منحنی (مجموعه تلویزیونی)
منحنی (به انگلیسی: Helix) مجموعه تلویزیونی علمی-تخیلی مهیج است که اولین قسمتش در تاریخ ۱۰ ژانویه ۲۰۱۴ از شبکه Syfyاکران شد. این مجموعه داستان عده ای محقق مرکز کنترل و پیشگیری بیماری را بیان میکند که برای بررسی احتمال شیوع یک بیماری به یک مرکز تحقیقاتی در آرکتیک سفر میکنند. زمانیکه آنجا هستند درمیابند که در یک موقعیت مرگ و زندگی قرار دارند که میتواند سرنوشت بشر را تغییر دهد. پخش ۱۳ قسمت برای فصل اول تایید شده است.